# Stathmopoda argyrosticha
Stathmopoda argyrosticha is een vlinder uit de familie Stathmopodidae. De wetenschappelijke naam van de soort is voor het eerst geldig gepubliceerd in 1971 door Clarke.